# 이금강
이금강(李金剛, 생몰년 미상)은 고려 말기의 문신이다.

## 개요
공민왕 8년(1359년) 홍건적의 난이 일어났을 때 안주목사(安州牧使)로써 병사들을 징발해 군대를 증강시킨 공로로, 동왕 12년(1363년) 서북면도순문사(西北面都巡問使) 이인임(李仁任), 정주목사(定州牧使) 임희재(林熙載), 순주부사(順州府使) 조민수(曹敏修) 등과 함께 2등 공신이 되었다.
공민왕 14년(1365년) 전라도순문사(全羅都巡問使)가 된 것을 시작으로 세 번에 걸쳐 전라도도순문사직을 맡았으나, 동왕 19년(1370년) 세 번째로 전라도도순문사로 임명되었을 때에는 현지에서 재물과 뇌물을 탐하고 주색에 빠져, 나주목사 하을지가 가지고 있던 옥정아를 빼앗고 조운을 기일보다 지체시켜 조운선들이 바다를 떠돌다 가라앉게 하여 헌사의 탄핵을 받았고, 뇌물을 써서 면죄되었다.
신돈 정권 아래서 중용되어 한방신, 지용수 등과 함께 금위제조관이 되었고 사재에 제배되었으나 이첨 등 간관이 그의 고신에 서명하지 않았다.

## 관직 연혁
- 공민왕 14년(1365년) - 전라도순문사,[2] 첨의평리[6]
  - 공민왕 15년(1366년) 4월 이후 - 금위제조관[4]
- 공민왕 16년(1367년) - 전라도도순문사
- 공민왕 17년(1368년) - 전라도도순문사[7]
- 공민왕 19년(1370년) - 전라도도순문사[8]
  - 공민왕 19년(1370년) 12월 이전 - 지문하사[3]

## 프랑스 국립박물관 소장 《육조대사법보단경》과 이금강
2016년 5월, 한국 국립중앙도서관 학예연구사 한지희 · 김효경과 이혜은 숙명여대 교수가 프랑스 국립도서관의 필사본장서부에 보관되어 있던 한국 고문헌에 대한 최초의 실물전수조사를 행한 결과, 지금까지 한국 고문헌으로 알려진 본 도서관 소장 137종 316책의 문헌 가운데 중국이나 일본의 고서를 한국 책으로 잘못 분류한 것을 제외하고 총 134종 306책의 한국 고문헌이 확인되었으며, 이 가운데서 고려 말기에 제작된 《육조대사법보단경》의 존재가 발견, 2017년 3월 한국서지학회의 학술지 《서지학연구》 제69집에 공개되었다. 전수조사에 참여한 한지희 연구사는 가로 15.1센티에 세로 22.6센티 크기의 본서는 시주자가 '도순문사 광록대부 지문하성사 이금강'으로 되어 있는 것이 확인되었으며, 이금강이 공민왕 14년(1365년, 을사년)에 전라도도순문사로 임명되었다는 《고려사》의 기록을 감안할 때 본서에 책의 제작 시기로 실려 있는 경술년은 고려 공민왕 16년(1370년)에 해당한다고 추정하였다. 이는 직지심체요절의 간행(1377년)보다 7년 앞서는 것이다.

## 같이 보기
- 정사도
- 홍순
- 이성림
- 신익지
- 염흥방
- 하을지
- 도순문사
- 이첨